# Caleb McLaughlin
Caleb Reginald McLaughlin (født 13. oktober 2001) er en amerikansk skuespiller. Siden 2016 har han spillet Lucas Sinclair i Netflix-serien Stranger Things.
McLaughlin voksede op i Carmel, en lille forstad til New York.